# Jozef van Wissem
Jozef van Wissem (né en 1962 à Maastricht) est un compositeur minimaliste et joueur de luth néerlandais vivant à Brooklyn.

## Biographie

### Origines et formation
Très jeune, Jozef van Wissem a appris à jouer de la guitare à Maastricht. Au début des années 90, il tient un bar à Groningue où il mène une vie agitée. Las de ce mode de vie, il vend son bar en 1994 et part vivre à New York où un label de Williamsburg l'avait invité. C'est à New York qu'il découvre et étudie le luth avec Patrick O'Brien, un ancien guitariste; c'est alors qu'il se donne pour mission de « sortir le luth du musée et de l'intégrer à la musique d'aujourd'hui ».

### Carrière
La carrière de Jozef van Wissem débute en 2000, année où il sort son premier album : Retrograde: A Classical Deconstruction. Il a depuis publié plus d'une dizaine d'albums.
En 2007, il rencontre par hasard Jim Jarmusch à SoHo, il lui demande si le luth l'intéresse et lui affirme que oui, c'est à partir de ce moment qu'ils sortent des albums collaboratifs. Il a depuis sorti trois albums avec Jim Jarmusch qui y chante et joue de la guitare.
En 2013, van Wissem a remporté le prix de la meilleure musique originale pour la bande originale du film Only Lovers Left Alive au Festival de Cannes, qu'il a composé avec Jim Jarmusch.
Du fait de la particularité de son instrument, van Wissem reçoit des commandes assez particulières; en effet la National Gallery de Londres lui a demandé de composer une bande-son pour le tableau de Hans Holbein, Les Ambassadeurs. Il a aussi réalisé la musique du jeu vidéo Les Sims Medieval.

## Discographie

### Albums en solo
- Retrograde: A Classical Deconstruction (2000, Persephone)
- Narcissus Drowning (2002, Persephone)
- Simulacrum (2003, BVHaast)
- Objects in Mirror Are Closer Than They Appear (2005, BVHaast)
- A Rose by Any Other Name: Anonymous Lute Solos of the Golden Age (2006, Incunabulum)
- Stations of the Cross (2007, Incunabulum)
- A Priori (2008, Incunabulum)
- It Is All That Is Made (2009, Important Records)
- Ex Patris (2010, Important Records)
- The Joy That Never Ends (2011, Important Records)
- Arcana Coelestia (2012, The Spring Press)
- Nihil Obstat (2013, Important Records)
- It Is Time For You To Return (2014, Crammed Discs)
- Partir to Live (2015, Sacred Bones)
- When Shall This Bright Day Begin (2016, Consouling Sounds)

### Albums collaboratifs
- Diplopia (2003, BVHaast) avec Gary Lucas
- Proletarian Drift (2004, BVHaast) avec Tetuzi Akiyama
- The Universe of Absence (2004, BVHaast) avec Gary Lucas
- Das Platinzeitalter (2007, Incunabulum) avec Maurizio Bianchi
- Hymn for a Fallen Angel (2007, Incunabulum) avec Tetuzi Akiyama
- All Things Are from Him, Through Him and in Him (2008, Audiomer) as Brethren of the Free Spirit
- The Wolf Also Shall Dwell with the Lamb (2008, Important Records) as Brethren of the Free Spirit
- Suite the Hen's Teeth (2010, Incunabulum) avec Smegma
- Downland (2010, Incunabulum) avec United Bible Studies
- A Prayer for Light (2010, Incunabulum) avec Heresy of the Free Spirit
- Concerning the Entrance into Eternity (2012, Important Records) avec Jim Jarmusch
- The Mystery of Heaven (2012, Sacred Bones Records) avec Jim Jarmusch
- Apokatastasis (2012, Incunabulum) avec la participation de Jim Jarmusch